# Lectoure
Lectoure (in Occitano Leitoir) è un comune francese di 4 201 abitanti situato nel dipartimento del Gers nella regione dell'Occitania. In passato capitale della Contea d'Armagnac, è attraversato dalla via Podiensis, una delle strade del cammino di Santiago di Compostela.

## Storia
Ritrovamenti archeologici nell'attuale Città Alta testimoniano come l'area fosse abitata sin dall'età paleolitica. Oppidum gallico noto col nome latinizzato di Lactora, al momento dell'arrivo dei Romani scelse di allearsi con questi ultimi, guadagnando così lo stato di civitas.
La città gallo-romana si sviluppò nella piana del fiume Gers, presso il quale furono edificate inoltre delle terme ed una necropoli, mentre la parte superiore della città fu dedicata al culto religioso, con la costruzione di alcuni templi. Nel corso dei secoli II e III in città si diffuse il culto di Cibele, come testimoniato dal ritrovamento di un discreto numero di altari marmorei dedicati al Taurobolium. Il culto cristiano fu introdotto in città da san Clarus d'Aquitania, ivi decapitato nel IV secolo. Nel secolo VI la città si trasferì nuovamente nella parte alta e fu protetta da una nuova cinta muraria; al VI secolo risalgono anche tesoretti in monete ritrovati in epoca moderna, probabilmente nascosti in conseguenza dei turbolenti eventi dell'epoca, e mai recuperati dai loro proprietari.
In epoca basso medioevale, Lectoure divenne la più importante città della Contea d'Armagnac, essa fu scelta come residenza dei conti in quanto migliore piazzaforte della regione, più facilmente difendibile di Auch, la vecchia capitale. Sotto Bernardo VII d'Armagnac, diventato conte nel 1392, la contea si schierò dalla parte della corona francese contro l'Inghilterra, fatto che valse a Bernardo il titolo di Conestabile; la sua efferatezza fu la causa di una rivolta organizzata a Parigi nel 1418 dai Borgognoni, nella quale perse la vita.
Suo figlio e successore Giovanni IV d'Armagnac adottò una politica opposta, decidendo di schierarsi contro la corona di Francia, preferendo allearsi alla corona di Castiglia ed ostacolando Giovanna d'Arco.
Giovanni V d'Armagnac, figlio di Giovanni IV, succedette al padre nel 1450 e tornò a schierarsi dalla parte della Corona di Francia, riconquistando Bordeaux agli Inglesi nel 1451; le successive pretese, però, gli allontanarono i favori regali. Punto definitivo di rottura fu il rapporto incestuoso con la sorella Isabella, dalla quale ebbe due figli: chiesta dispensa al papa Niccolò V, ed ottenuta come risposta la scomunica immediata, Giovanni V decise di celebrare lo stesso in gran pompa il matrimonio: tale evento costituì il pretesto alle armate reali per invadere la contea e conquistare Lectoure.
Dopo alterne vicende, la città è sottomessa definitivamente alla Corona nel 1473.
Durante le guerre di religione del secolo XVI, la città appartenne per un certo periodo alla corona di Navarra.
I secoli XIX e XX videro un lento ma continuo spopolamento della zona. Durante la prima guerra mondiale, Lectoure ospitò un gran numero di sfollati alsaziani provenienti soprattutto dal comune di Saint-Louis.

## Società

### Evoluzione demografica
Abitanti censiti